# Automatyka broni

Cykl pracy broni automatycznej (samoczynnej) na przykładzie karabinu maszynowego Lewis

Automatyka broni – zespół mechanizmów broni automatycznej (samopowtarzalnej i samoczynnej) wykorzystujących energię gazów prochowych, która powstaje podczas strzału.  
Automatyka przygotowuje do kolejnego strzału: odryglowuje oraz przemieszcza zamek w tylne położenie, wyciąga oraz wyrzuca łuskę naboju, który został wystrzelony, podanie z taśmy lub magazynka następnego pocisku, dosłanie jego do komory nabojowej, przesunięcie zamka w przednie położenia oraz jego zaryglowanie. 
W broni samopowtarzalnej  kolejny strzał jest uwarunkowany ponownym naciśnięciem spustu. Natomiast w broni samoczynnej do jej działania należy także oddanie kolejnego strzału ale pod warunkiem, że język spustowy jest bez przerwy naciśnięty. 
W skład automatyki broni wchodzą:
- mechanizm zasilania
- mechanizm uderzeniowy
- mechanizm ryglowy
- wyciąg
- wyrzutnik
- zamek
- suwadło

Automatyka broni może być uruchomiana przy pomocy energii ciśnienia gazów prochowych (broń gazodynamiczna), zewnętrznego silnika (broń napędowa) lub obydwu tych źródeł energii (broń mieszana).